# Passatella

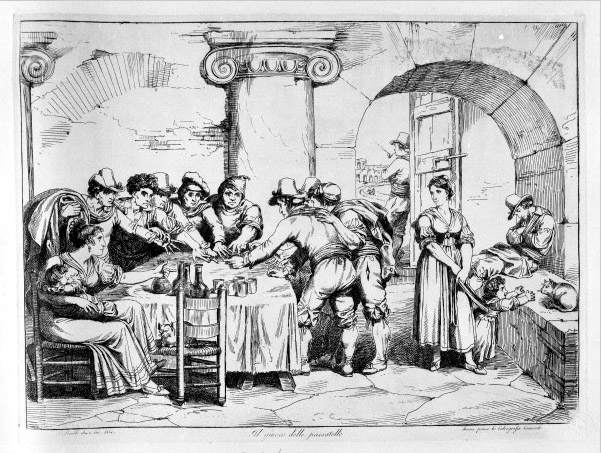
Il gioco della passatella (1831) da Bartolomeo Pinelli.

La passatella è un gioco da osteria che ha le sue origini nella Roma antica (ne parlano Catone ed Orazio), e divenne parte della tradizione romanesca nella Roma dei Papi. Lo scopo del gioco è quello di non far bere il vino o altre bevande alcoliche leggere ad un partecipante al fine di screditarlo o umiliarlo. Vale la pena ricordare che con l'omonimo gioco di carte delle regioni del sud Italia (Molise, Puglia e Campania) e dell'Abruzzo, la passatella romana non condivide alcun aspetto. Il gioco praticato nel Mezzogiorno è infatti legato principalmente alle carte da gioco, e non c'entra nulla con l'alcol, in questo caso con il vino, e le ubriacature. Inoltre, a differenza di quello romano praticato in osterie, locande e taverne, quello del Mezzogiorno si svolgeva all'aperto, spesso nelle piazze dei paesini e nei cortili interni delle case, dove ci si riuniva in cerchio per giocare a un passatempo incentrato, appunto, sulle carte. 

## Modalità
Acquistata collettivamente una damigiana di vino ci si sedeva in gruppo ad un tavolo. Si eleggeva con una conta il Capo ed il Sottocapo i quali decidevano per via gerarchica un compagno cui passare per primo il recipiente. Ogni passaggio era accompagnato da una motivazione narrata con una filastrocca improvvisata. Scopo del gioco era far sì che il vino fosse consumato da tutti i partecipanti tranne qualcuno detto l'Ormo, deformazione romanesca dell'albero dell'olmo, allo scopo di umiliare una persona caduta in disgrazia o lo zimbello del gruppo, che viene appunto "fatto Ormo".
Non vi sono documenti che attestino l'origine della locuzione, come recita tra l'altro un manoscritto anonimo in prosa romanesca di inizio Novecento. Si suppone sia dovuta alla natura della pianta, caratterizzata da un legno asciutto e priva di frutti commestibili. 
Per la sua natura crudele e l'ubriacatura dei concorrenti, il gioco degenerava spesso in risse, ricorrendo alle armi di ogni tipo, talvolta con esito fatale. Spesso si trattava di tipi scalmanati o "bulli" (si veda la figura del Bullo romano, un personaggio arguto, spavaldo, incosciente e spericolato, ma passionale, onesto, dall'animo buono e dal cuore grande, rappresentando l'essenza del popolano romano), che amavano fare baldoria e lasciarsi andare ai fumi dell'alcol. Da lì poi gli eventi degeneravano prendendo pieghe inaspettate. Accecati dall'effetto inebriante e disinibente del vino, si passava facilmente alle parolacce e alle mani. 

## Spirito del gioco
ll vero spirito della passatella era lo "sfottò" e da quello, che avvelenava gli animi già provati dal vino,  spesso scaturivano gli atti di violenza. Al gioco partecipavano non solo comitive di amici ma spesso anche rivali in affari, per campanilismo di quartiere o più frequentemente in amore e seguendo le rigide regole del gioco, si approfittava delle "dichiarazioni di permesso o negazione della bevuta" per dire cose sgradite ai giocatori in una sorta di tacita, condivisa zona franca, ma man mano che il tasso alcolico e la pesantezza delle dichiarazioni aumentavano, diminuiva il livello di sopportazione da parte di chi era stato  "messo in mezzo"  ovvero l'"ormo" fino a quando, piena la misura, si scatenava la violenza, risse, duelli rusticani e a volte c'era il morto accoltellato. L'appellativo di "ormo" come sopra ricordato deriva dal concetto che l'albero dell'olmo forniva non soltanto i legacci della vigna ma più importanti, i paletti di sostegno, con ruolo prettamente passivo rispetto al rigoglio delle piante così come passivo era nel gioco, il ruolo del malcapitato preso di mira cui per tutta la serata, era negato con lazzi e prese in giro, il bere.

## Riferimenti in letteratura
- Il gioco della Passatella viene proposto nella commedia dialettale del Rugantino, naturalmente fatto Ormo senza appello.
- La locuzione "Ormo" viene citata da Pier Paolo Pasolini, quale gergalismo per indicare la persona raggirata da una donna, con la quale sperava in un'avventura galante.